# Franck Rimet
Pour les articles homonymes, voir Rimet.
Pas d'image ? Cliquez ici

a Compétitions nationales et continentales officielles uniquement.

Dernière mise à jour le 26 octobre 2012.
Franck Rimet, né le 7 mars 1971, est un joueur français de rugby à XV qui évolue au poste de centre ou d'ailier.

## Biographie
Après des débuts à Voiron où il effectue 2 saisons prometteuses en groupe B, Il rejoint l'équipe des Mammouths du  FC Grenoble qui viennent d’être privé du titre de champion de France 1993 à la suite d’une finale polémique après une erreur d’arbitrage.
Pour sa première saison avec le club grenoblois, il dispute une demi-finale de championnat, profitant alors de la blessure du titulaire du poste Franck Corrihons,.
Il part ensuite jouer une saison au RRC Nice en 1995 avant de retourner à Grenoble où il joue jusqu'en 2001.
Après son retour au FC Grenoble, il dispute aussi une autre demi-finale de championnat de France en 1998-1999 et s'incline à quatre minutes de la fin du match contre l'AS Montferrand.
Il participe l'année suivante à la Coupe d'Europe où Grenoble sera la seule équipe à battre les Anglais des Northampton Saints, futurs vainqueurs de l’épreuve.
Il finira sa carrière dans le club amateur du CS Grésivaudan Belledonne qu’il aidera à faire monter en Fédérale 3.

## Palmarès
- Championnat de France de première division :
  - Demi-finaliste (2) : 1994 et 1999 avec le FC Grenoble